# Typhochrestus pygmaeus
Typhochrestus pygmaeus là một loài nhện trong họ Linyphiidae.
Loài này thuộc chi Typhochrestus. Typhochrestus pygmaeus được William Sørensen miêu tả năm 1898.